# Eriphrixus obesus
Eriphrixus obesus är en kräftdjursart som beskrevs av Clements Robert Markham 1990. Eriphrixus obesus ingår i släktet Eriphrixus och familjen Bopyridae. Inga underarter finns listade i Catalogue of Life.